# André Rosseel
André Rosseel (Lauwe, Menen, 23 de novembre de 1924 - Roeselare, 8 de desembre de 1965) va ser un ciclista belga que fou professional entre 1947 i 1957.
El 1946 va aconseguir el Campionat de Bèlgica en ruta júnior. Al llarg de la seva vida esportiva aconseguí una cinquantena de victòries, entre les quals destaquen quatre etapes del Tour de França, dues el 1951 i dues més el 1952, així com la Gant-Wevelgem de 1951.

## Palmarès
- 1948
  - 1r a l'A través de Bèlgica
- 1949
  - 1r del Gran Premi de Wervik
- 1950
  - 1r a l'A través de Bèlgica i vencedor d'una etapa
  - Vencedor de 4 etapes de la Volta a Algèria
- 1951
  - 1r de la Gant-Wevelgem
  - 1r de la Volta a Algèria i vencedor de 2 etapes
  - Vencedor de 2 etapes al Tour de França
  - Vencedor d'una etapa de la Volta a Bèlgica
- 1952
  - Vencedor de 2 etapes al Tour de França
  - Vencedor d'una etapa de la Volta a Bèlgica
- 1953
  - Vencedor d'una etapa a la Volta a Algèria
- 1954
  - 1r del Tour del Nord i vencedor de 2 etapes
- 1955
  - 1r de la Fletxa Flamenca
- 1956
  - Vencedor d'una etapa al Tour de l'Oest

### Resultats al Tour de França
- 1948. Abandona (14a etapa)
- 1951. 25è de la classificació general i vencedor de 2 etapes
- 1952. 28è de la classificació general i vencedor de 2 etapes

### Resultats al Giro d'Itàlia
- 1954. 32è de la classificació general

### Resultats a la Volta a Espanya
- 1957. 30è de la classificació general